# 박용구 (1879년)
박용구(朴容九, 1879년 음력 7월 12일 ~ 1943년 4월 4일)는 대한제국과 일제강점기의 관료로, 조선총독부 중추원 참의도 지냈다. 본관은 밀양이다.

## 생애
본관은 밀양이며 한성부 출신이다. 1898년에 관립한성일어학교를 졸업한 뒤 대한제국 말기에 탁지부 등에서 관리로 근무했다.
1910년에 한일 병합 조약이 체결되고 조선총독부가 설치되자 총독부 사무관으로 발탁되었다. 1925년에는 경기도 참여관이 되었고, 황해도 내무부장, 전라남도 참여관, 전라북도 참여관을 역임하였다.
1926년 2월 18일 이완용후작 장례식 장의역원을 정할 때, 장의위원회 회장자접시원(會葬者接侍員)의 한 사람으로 진행에 참여했다.
1933년에 관직에서 물러난 뒤 곧바로 충독부 참의에 임명되었다. 중추원 참의이던 1935년에 총독부가 편찬한 《조선공로자명감》에 조선인 공로자 353명 중 한 명으로 수록되어 있다. 총독부가 시정 25주년을 기념하여 표창한 표창자 명단에도 들어 있다.
1912년 한국병합기념장, 1915년 다이쇼대례기념장, 1932년 훈3등 서보장을 수여받는 등 1933년을 기준으로 정4위 훈3등에 서위되어 있었다. 일제강점기 말기인 1941년에 조선임전보국단이 결성될 때 참가하여 이때까지 생존해 있었던 것이 확인된다. 당시 직책은 중추원 참의였다.
"일찍이 친일이 의리에 적합하다는 것"을 꿰뚫어 보고 일본의 위력에 의뢰해야한다고 제창한 인물이라는 일본 제국 측의 평가가 남아 있다. 유교적 소양과 내외 정세에 대한 이해에 두루 통달한 인물이며, 온후하고 독실한 성격이라 인간 관계도 좋다는 평이 덧붙여져 있다.
2002년 발표된 친일파 708인 명단 중 중추원, 도 참여관, 총독부 사무관의 세 분야와 2008년 공개된 친일인명사전 수록예정자 명단 중 중추원과 관료 분야에 선정되었으며 2009년 친일반민족행위진상규명위원회가 발표한 친일반민족행위 705인 명단에도 포함되었다.

## 같이 보기
- 조선총독부 중추원
- 조선임전보국단

## 참고 자료
- 박용구(朴容九) - 국사편찬위원회